# Une papeterie à Ornans
Une papeterie à Ornans est un tableau réalisé par le peintre français Gustave Courbet vers 1865. Cette huile sur toile de format horizontal est un paysage qui représente le moulin à eau d'une papeterie établi sur le ruisseau de Bonneille à Ornans, la localité du Doubs où l'artiste est né. Sa composition picturale comprend plusieurs figures humaines au travail, dont l'une qui se tient au milieu des mécanismes en bois qui en occupent le centre, alors que l'affluent de la Loue s'échappe au premier plan. Donnée par Suzanne Obry à l'Association des Amis de Courbet en 1987, cette œuvre qui témoigne de l'importance de l'industrie papetière dans la région est prêtée au musée Courbet.